# Eugenio il Jeep
Eugenio il Jeep (Eugene the Jeep) è un personaggio del fumetto e della serie animata Braccio di Ferro di Elzie Crisler Segar.

## Descrizione
È una mitica creatura proveniente da un mondo quadridimensionale. In una tavola pubblicata in Italia nel 1962 nel volume I primi eroi, il Professor Braistine afferma che «alcune cellule viventi di Jeep hanno infranto le barriere dimensionali e sono entrate nel nostro mondo. Si sono combinate in un momento favorevole con le libere cellule viventi del licaone africano, con cui condividevano le vibrazioni elettriche, e delle condizioni estremamente favorevoli di germinazione hanno provocato in Africa una fusione di queste cellule viventi, causando una trasmutazione col risultato di un animale strano e misterioso».
Ha poteri superiori a qualsiasi animale della nostra dimensione. Se gli vengono poste domande sul passato, presente o futuro, lui saprà rispondere a tutto con il suo linguaggio mimico. Quando si inchina in avanti la risposta è sì, se rimane fermo e scuote la testa, la risposta è no. I suoi poteri gli permettono di leggere nel pensiero, diventare invisibile, allungarsi, di spostarsi dove vuole con chi vuole e di scomparire. Inoltre Eugenio il Gip non mente mai, ed è ghiottissimo di orchidee.
In alcune serie animate, questo strano animaletto viene definito "cagnolino".
Il nome del personaggio, Eugene, fu ispirato a Segar dal fidanzato della figlia. In molti, compreso R. Lee Ermey, ritengono che i soldati statunitensi durante la seconda guerra mondiale furono talmente impressionati dalle prestazioni dell'allora nuovo fuoristrada Jeep, da soprannominarlo in quel modo in onore a Eugene The Jeep, dato che era "piccolo, capace di muoversi in mondi diversi e in grado di risolvere problemi apparentemente impossibili".

## Apparizioni

### Fumetto
Nel fumetto di Popeye, Eugene il Jeep venne regalato a Braccio di Ferro da Olivia, dopo una falsa previsione della strana creatura della quarta dimensione. Sembrò prevedere che il marinaio avrebbe perso un incontro di pugilato. Infatti ogni volta gli si poneva la domanda: "Braccio di Ferro perderà l'incontro?" lui alzava sempre la coda, il che significava "risposta affermativa". Tale previsione si rivelò sbagliata, ed Olivia considerando Eugene un bugiardo, decise di sbarazzarsene. In seguito Braccio di Ferro scoprirà che Eugene semplicemente alzava la coda per osservare un insetto posatosi al suo fianco, e se ne servirà nell'episodio successivo per ritrovare suo padre, Babbo di Bordo.

### Serie animata
La storia della comparsa di Eugene il Jeep nella serie di Braccio di Ferro, nel cartone differisce rispetto al fumetto: nell'episodio 91 del cartone animato di Popeye, intitolato Popeye presents Eugene the Jeep, la creatura della quarta dimensione venne regalata immediatamente a Braccio di Ferro da Olivia, attraverso la consegna di un pacco postale. Appare anche nel corso della serie Soldato Olivia e precisamente nella puntata intitolata L'intruso invisibile.